# Graham Stark
Graham Stark est un acteur britannique né le 20 janvier 1922 à Wallasey et mort le 29 octobre 2013 à Londres.

## Filmographie
- 1939 : L'Espion noir (The Spy in Black) de Michael Powell
- 1959 : Coulez le Bismarck ! (Sink the Bismarck !) de Lewis Gilbert
- 1959 : The Running Jumping & Standing Still Film court métrage de Richard Lester
- 1960 : Les Dessous de la millionnaire (The Millionairess) d'Anthony Asquith
- 1961 : On n'y joue qu'à deux (Only Two Can Play) de Sidney Gilliat
- 1962 : She'll Have to Go de Robert Asher
- 1963 : Jules de Londres (The Wrong Arm of the Law)
- 1964 : Quand l'inspecteur s'emmêle (A Shot in the Dark) de Blake Edwards
- 1964 : Les Canons de Batasi (Guns at Batasi) de John Guillermin
- 1965 : Ces merveilleux fous volants dans leurs drôles de machines (Those Magnificent Men in Their Flying Machines, or how I flew from London to Paris in 25 hours 11 minutes) de Ken Annakin
- 1966 : Alfie le dragueur (Alfie) de Lewis Gilbert
- 1966 : Un mort en pleine forme (The Wrong Box) de Bryan Forbes
- 1967 : Le Grand Départ vers la Lune (Those Fantastic Flying Fools / From the earth to the moon) de Don Sharp
- 1967 : Casino Royale (Charles K. Feldman's Casino Royale) de John Huston, Ken Hughes, Robert Parrish, Val Guest et Joe McGrath
- 1967 : Sel, Poivre et Dynamite (Salt and Pepper) de Richard Donner
- 1968 : The Picasso Summer de Serge Bourguignon et Robert Sallin
- 1969 : The Magic Christian de Joseph McGrath
- 1969 : Docteur en détresse (Doctor in Trouble) de Ralph Thomas
- 1970 : Commencez la révolution sans nous (Start the Revolution without me) de Bud Yorkin
- 1971 : Un jour sur la plage (A Day at the Beach) de Simon Hesera
- 1975 : Le Retour de la Panthère rose (The Return of the Pink Panther) de Blake Edwards
- 1976 : Quand la Panthère rose s'emmêle (The Pink Panther Strikes Again) de Blake Edwards
- 1977 : Le Prince et le Pauvre (Crossed Swords) de Richard Fleischer
- 1978 : La Malédiction de la Panthère rose (Revenge of the Pink Panther) de Blake Edwards
- 1979 : Le Prisonnier de Zenda (The Prisoner of Zenda) de Richard Quine
- 1980 : Le Commando de sa majesté (The Sea Wolves) d'Andrew V. McLaglen
- 1980 : À la recherche de la Panthère rose (Trail of the Pink Panther) de Blake Edwards
- 1982 : Victor Victoria de Blake Edwards
- 1983 : Superman 3 de Richard Lester
- 1983 : L'Héritier de la Panthère rose (Curse of the Pink Panther) de Blake Edwards
- 1984 : Bloodbath at the House of Death de Ray Cameron
- 1987 : Boire et Déboires (Blind Date) de Blake Edwards
- 1987 : Jane et la Cité perdue (Jane and the Lost City) de Terry Marcel (en)
- 1993 : Le Fils de la Panthère rose (Son of the Pink Panther) de Blake Edwards
- 1998 : The Incredible Adventures of Marco Polo de George Erschbamer